# Grajiste
Grajiste (macedónul: Граиште) település Észak-Macedóniában, a Pelagonijai körzet Demir Hiszar-i járásában.

## Népesség
| Lakosok száma | 141  | 312  | 311  | 275  | 260  | 206  | 164  | 145  | 72   |
|               | 1948 | 1953 | 1961 | 1971 | 1981 | 1991 | 1994 | 2002 | 2021 |

2002-ben 145 lakosa volt, akik mindannyian macedónok.